# Trey Lyles
Trey Anthony Lyles (* 5. November 1995 in Saskatoon, Saskatchewan) ist ein kanadisch-amerikanischer Basketballspieler, der bei den San Antonio Spurs in der NBA unter Vertrag steht.

## Jugend und College
Lyles wuchs als Sohn eines US-Amerikaners und einer kroatischstämmigen Kanadierin zunächst in Kanada auf. Im Alter von sieben Jahren zog er mit seinen Eltern nach Indianapolis, wo er an der Highschool mit dem Basketball anfing. Als eines der besten Talente des Landes, unter anderem wurde er zu Indiana Mr. Basketball als bester Highschool-Basketballer des Staates Indiana ausgezeichnet, gab er zunächst seine Zusage für die heimische Indiana University.
Er entschied sich jedoch danach für die University of Kentucky zu spielen, dessen Basketballmannschaft von John Calipari betreut wurde. Bei den Kentucky Wildcats spielte Lyles überwiegend auf der Position des Small Forwards, wo er neben anderen NBA-Talenten wie Karl-Anthony Towns und Willie Cauley-Stein im Frontcourt spielte und es auf 8,7 Punkte, 5,2 Rebounds und 1,1 Assists brachte. Nach einem Collegejahr entschied Lyles sich für den NBA-Draft anzumelden.

## NBA
Im NBA-Draft 2015 wurde Lyles an 12. Stelle von den Utah Jazz ausgewählt. Er kam in seiner Debütsaison auf 6,1 Punkte und 3,7 Rebounds im Schnitt und stand dabei in 33 von 80 Saisonspielen in der Startaufstellung. Zudem wurde Lyles zur Rising Star Challenge, als Ersatz für Nikola Mirotić, eingeladen. Lyles erzielte am 10. April 2016 gegen die Denver Nuggets mit 22 Punkten seine Saisonbestleistung.
Nach einer enttäuschenden Sophomoresaison, in der Lyles zum Ende der Saison hin aus der Rotation der Jazz fiel, wurde er am Draftabend 2017 zusammen mit den Draftrechten an Tyler Lydon für die Draftrechte an Donovan Mitchell zu den Denver Nuggets transferiert. Lyles spielte eine gute Saison 2017/18 und erzielte Karrierebestwerte von 9,9 Punkte bei 49 % Wurfquote aus dem Feld und 38 % von der Dreierlinie. Im Sommer 2019 wechselte Lyles zu den San Antonio Spurs, wo er oft als Center startete und in der Saison 2019/20 auf 6,4 Punkte und 5,7 Rebounds pro Spiel kam.

## International
Auf Jugendebene repräsentierte Lyles sowohl die amerikanische, wie auch die kanadische Basketballauswahl. Seit 2013 spielt er jedoch für die kanadische Nationalmannschaft, mit der er an der U19-Weltmeisterschaft teilnahm und den sechsten Platz belegte.

## Karriere-Statistiken

### NBA

#### Reguläre Saison
| Saison  | Team                 | GP  | GS  | MPG  | FG % | 3P % | FT % | RPG | APG | SPG | BPG | PPG  |
| ------- | -------------------- | --- | --- | ---- | ---- | ---- | ---- | --- | --- | --- | --- | ---- |
| 2015–16 | Utah                 | 80  | 33  | 17.3 | .438 | .383 | .695 | 3.7 | 0.7 | 0.3 | 0.2 | 6.1  |
| 2016–17 | Utah                 | 71  | 4   | 16.3 | .362 | .319 | .722 | 3.3 | 1.0 | 0.4 | 0.3 | 6.2  |
| 2017–18 | Denver               | 73  | 2   | 19.1 | .491 | .381 | .706 | 4.8 | 1.2 | 0.4 | 0.5 | 9.9  |
| 2018–19 | Denver               | 64  | 2   | 17.5 | .418 | .255 | .698 | 3.8 | 1.4 | 0.5 | 0.4 | 8.5  |
| 2019–20 | San Antonio          | 63  | 53  | 20.2 | .446 | .387 | .733 | 5.7 | 1.1 | 0.4 | 0.4 | 6.4  |
| 2020–21 | San Antonio          | 23  | 9   | 15.6 | .478 | .350 | .652 | 3.7 | 0.6 | 0.3 | 0.0 | 5.0  |
| 2021–22 | Detroit / Sacramento | 75  | 23  | 20.5 | .466 | .321 | .802 | 5.1 | 1.2 | 0.4 | 0.4 | 10.5 |
| 2022–23 | Sacramento           | 74  | 0   | 16.9 | .458 | .363 | .815 | 4.1 | 0.9 | 0.4 | 0.4 | 7.6  |
| 2023–24 | Sacramento           | 58  | 0   | 20.0 | .445 | .384 | .700 | 4.4 | 1.2 | 0.3 | 0.3 | 7.2  |
| Gesamt  | Gesamt               | 581 | 126 | 18.3 | .443 | .347 | .745 | 4.3 | 1.1 | 0.4 | 0.4 | 7.7  |

##### Playoffs
| Saison  | Team       | GP | GS | MPG  | FG % | 3P % | FT % | RPG | APG | SPG | BPG | PPG |
| ------- | ---------- | -- | -- | ---- | ---- | ---- | ---- | --- | --- | --- | --- | --- |
| 2016–17 | Utah       | 2  | 0  | 5.0  | .429 | .333 | –    | 1.0 | 0.5 | 0.5 | 0.0 | 3.5 |
| 2018–19 | Denver     | 3  | 0  | 2.7  | .000 | .000 | –    | 0.3 | 0.7 | 0.0 | 0.0 | 0.0 |
| 2022–23 | Sacramento | 7  | 0  | 16.9 | .425 | .333 | .600 | 5.7 | 0.7 | 0.3 | 0.0 | 6.6 |
| Gesamt  | Gesamt     | 12 | 0  | 11.3 | .400 | .323 | .600 | 3.6 | 0.7 | 0.3 | 0.0 | 4.4 |